# Santa Cruz del Valle (Ávila)
Santa Cruz del Valle es un municipio y localidad española de la provincia de Ávila, en la comunidad autónoma de Castilla y León. El término municipal, ubicado en el Barranco de las Cinco Villas, al pie de la sierra de Gredos, pertenece a la comarca del Valle del Tiétar y tiene una población de  habitantes (INE ).

## Geografía
Santa Cruz del Valle forma parte de la comarca de Arenas de San Pedro, y se encuentra en el valle de las Cinco Villas. La localidad está emplazada en el entorno de la sierra de Gredos, a una altitud de 724 m sobre el nivel del mar. Se encuentra a 71 km de la capital de la provincia, Ávila.
| Noroeste: Mombeltrán | Norte: San Esteban del Valle | Noreste: San Esteban del Valle                 |
| Oeste: Mombeltrán    |                              | Este: San Esteban del Valle                    |
| Suroeste: Mombeltrán | Sur: Arenas de San Pedro     | Sureste: Pedro Bernardo y Mombeltrán (exclave) |

### Clima
| Parámetros climáticos promedio de Santa Cruz del Valle en el periodo 1961-2003                                                             | Parámetros climáticos promedio de Santa Cruz del Valle en el periodo 1961-2003 | Parámetros climáticos promedio de Santa Cruz del Valle en el periodo 1961-2003 | Parámetros climáticos promedio de Santa Cruz del Valle en el periodo 1961-2003 | Parámetros climáticos promedio de Santa Cruz del Valle en el periodo 1961-2003 | Parámetros climáticos promedio de Santa Cruz del Valle en el periodo 1961-2003 | Parámetros climáticos promedio de Santa Cruz del Valle en el periodo 1961-2003 | Parámetros climáticos promedio de Santa Cruz del Valle en el periodo 1961-2003 | Parámetros climáticos promedio de Santa Cruz del Valle en el periodo 1961-2003 | Parámetros climáticos promedio de Santa Cruz del Valle en el periodo 1961-2003 | Parámetros climáticos promedio de Santa Cruz del Valle en el periodo 1961-2003 | Parámetros climáticos promedio de Santa Cruz del Valle en el periodo 1961-2003 | Parámetros climáticos promedio de Santa Cruz del Valle en el periodo 1961-2003 | Parámetros climáticos promedio de Santa Cruz del Valle en el periodo 1961-2003 |
| Mes | Ene.                                                                           | Feb.                                                                           | Mar.                                                                           | Abr.                                                                           | May.                                                                           | Jun.                                                                           | Jul.                                                                           | Ago.                                                                           | Sep.                                                                           | Oct.                                                                           | Nov.                                                                           | Dic.                                                                           | Anual                                                                          |
| --- | ------------------------------------------------------------------------------ | ------------------------------------------------------------------------------ | ------------------------------------------------------------------------------ | ------------------------------------------------------------------------------ | ------------------------------------------------------------------------------ | ------------------------------------------------------------------------------ | ------------------------------------------------------------------------------ | ------------------------------------------------------------------------------ | ------------------------------------------------------------------------------ | ------------------------------------------------------------------------------ | ------------------------------------------------------------------------------ | ------------------------------------------------------------------------------ | ------------------------------------------------------------------------------ |
| Precipitación total (mm) | 164.20                                                                         | 116.20                                                                         | 96.80                                                                          | 103                                                                            | 86.50                                                                          | 38.60                                                                          | 12.60                                                                          | 14.70                                                                          | 60.10                                                                          | 133.50                                                                         | 169.70                                                                         | 182.30                                                                         | 1178.20                                                                        |
| Fuente: Ministerio de Agricultura, Alimentación y Medio Ambiente. Datos de precipitación para el periodo 1961-2003 en Santa Cruz del Valle |                                                                                |                                                                                |                                                                                |                                                                                |                                                                                |                                                                                |                                                                                |                                                                                |                                                                                |                                                                                |                                                                                |                                                                                |                                                                                |

## Historia
La localidad recibió de Carlos IV el privilegio de villazgo que la independizaría de Mombeltrán el 24 de diciembre de 1791.
A mediados del siglo XIX, la villa tenía contabilizada una población de 456 habitantes. Aparece descrita en el séptimo volumen del Diccionario geográfico-estadístico-histórico de España y sus posesiones de Ultramar de Pascual Madoz de la siguiente manera:

CRUZ DEL VALLE [Sta.]: v. con ayunt. de la prov., adm. de rent. y dióc. de Avila [10 leg.], part. jud. de Arenas de San Pedro [2], aud. terr. de Madrid [15], c. g. de Castilla la Vieja [Valladolid 39]: sit. á la falda de un barranco, en el declive O. de la serranía y á la márg. izq. del r. Ramacastañas; la combaten todos los vientos, y su clima es templado y sano: tiene 200 casas cómodas y de regular distribucion interior, 8 calles angostas empedradas y con buena policia urbana; una plaza con soportales de madera; casa de ayunt. en la que está la cárcel; escuela de instruccion primaria para niños á cargo de un maestro dotado con 1,600 rs. de los fondos de propios, mas la retribucion de 1 ó 2 rs. mensuales por cada uno de los 30 ó 40 alumnos que á ella asisten; otra de niñas, cuya maestra recibe por cada una de sus discípulas 1 ó 2 rs. mensuales; una fuente con dos caños, y una igl. parr. [La Exaltacion de la Sta. Cruz] servida por un párroco, cuyo curato es de entrada, de presentacion de S. M. en los meses apostólicos, y del ob. en los ordinarios: el edificio sit. en el punto mas elevado de la pobl. y lado O., es de orden gótico, de regular arquitectura y de una sola nave, sin mas bóveda que la de la capilla mayor: tiene las alhajas de plata y ornamentos necesarios; elcementerio se halla al N. en parage que no ofende la salud pública; en los afueras se encuentra un buen paseo, una ermita [La Soledad] y varios huertos de regadío con bastante arboleda, que presenlan un golpe de vista agradable y pintoresco. El térm. confina N. San Esteban del Valle; E. Mijares y Gavilanes; S. Ramacastañas, y O. Arroyocastaño, siendo su estension desde 1/4 de hora á 1/2: brotan en él bastantes fuentes de delgadas y frias aguas, y le atraviesan diferentes arroyuelos sin nombre, que descienden de la inmediata serranía y aumentan el caudal del referido r. Ramacastañas: á unos y otros se le sacan diferentes cáuces para el riego y otro usos, dando el último movimiento á las ruedas de un molino harinero y otro de aceite, con viga y tahona: el terreno es montuoso y comprende 500 fan. de sembradura, siendo de primera calidad la tercera parte, y el resto de segunda y tercera; hay hermosos plantios de olivos, grandes pagos de viñas, castañales, montes de robles, pinos, monte bajo de jaras y otros arbustos, con abundantes pastos bajos. caminos: si se esceptuan los que se dirigen á la serrania, que son quebrados y algun tanto ásperos, los restantes estan regularmente cuidados, abiertos y llanos, pero unos y otros solo de pueblo á pueblo. correos: se reciben de la estafeta de Mombeltran los lunes y jueves, y salen los miércoles y domingos. prod.: mucho vino y aceite, algun trigo, centeno, cebada.y garbanzos; bastantes castañas, lino, legumbres, frutas, y pastos altos y bajos; mantiene ganado cabrio, vacuno y de cerda, y algun lanar, con pequeño número de colmenas; cria caza de conejos, perdices y lobos; pesca menor y alguna trucha. ind.: la agrícola, arrieria, ganaderia, telares de lienzo; cria gusanos de seda y hay molinos harineros y de aceite. comercio: esportacion de vino, aceite, castañas, lino, frutas y ganados que les sobran para las prov. limítrofes. pobl.: 100 vec., 456 alm. cap. prod.: 1.140,625 rs. imp.: 45,625. ind. y fabril: 7,400. contr.: 8,608 rs. 3 mrs. El presupuesto municipal asciende á 4,000 rs. y se cubre por reparto vecinal.
(Madoz, 1847, pp. 183-184)

## Demografía
Santa Cruz del Valle cuenta con una población de  habitantes (INE ).
| Gráfica de evolución demográfica de Santa Cruz del Valle entre 1842 y 2021                                            |
| |
| Población de derecho según los censos de población del INE. Población de hecho según los censos de población del INE. |

## Patrimonio
- Iglesia parroquial de la Santa Cruz: iglesia que data de comienzos del siglo XVI.[cita requerida]
- El rollo o picota: es una de las muestras de liberación de Santa Cruz respecto de Mombeltrán, es decir, la concesión de villazgo en 1792. El que se conserva es de piedra y está situado junto a la ermita de San José, aunque antes existió otro de madera y tres cuchillas que estaba situado en el lugar de La Soledad.[cita requerida]
- Ermita de San José: se construyó gracias a un vecino de Santa Cruz, alcalde de la villa. Cuenta con una leyenda grabada en las piedras del dintel de la puerta que reza así, Me fundaron Don José Alonso y Don Agustín del Cerro con los vecinos de esta villa. Año 1876.[8]
- Plaza de toros: inaugurada en 1963.[cita requerida]
- Museo de Arte Contemporáneo: situado en la denominada «Casa del Reloj», en la plaza de la Constitución.[9]
- Conjunto escultórico de siete piezas en hierro, en conexíón con el Arboleto del Mirador del Chorro, titulado El Bosque Cósmico y creado en 1991 por Antonio Valle Martín, que representa árboles, con formas humanas, toro, sol, luna y viento.[10]
- En la plaza de esta localidad se encuentra la casa consistorial, que data de 1929, y el denominado «Tajón» con sus arcos y pasadizo.[cita requerida]
- Puente de la Reina: puente incluido en el antiguo Camino Real, que unía Mombeltrán con La Adrada. Está situado cercano al lugar conocido como Las Gargantillas.[cita requerida]

## Fiestas
- El pueblo consta de dos fiestas patronales;
- Las fiestas patronales en honor al Santísimo Cristo Arrodillado: Se desarrollan normalmente del 5 al 10 de agosto. Tienen su día central el 6 de agosto (día de la transfiguración de Cristo) Las fiestas religiosas se desarrollan en un ámbito folclórico típico de la localidad marcado por la llamada procesión de las autoridades que, el día 5 y 6 de agosto parte de la Plaza de la Constitución con destino a la Iglesia parroquial. Está compuesta a la cabeza por dlos dulzaineros, seguida por los mayordomos, cura párroco y autoridades municipales. Por la tarde parte de la iglesia parroquial la procesión con la imagen del Santísimo Cristo Arrodillado acompañado por los distintos estandartes que posee la parroquia. Cuando cae el sol, parte de la iglesia el denominado "vitor" una procesión particular compuesta por hombres a caballo que acompañan a la imagen del cristo estampada en un cuadro. Durante el recorrido se recitan décimas en forma de poesía en las distintas hogueras que marcan las diferentes paradas.
- Las fiestas patronales en honor a la Cruz Bendita (o a la exaltación de la cruz) Se desarrollan normalmente del 13 al 17 de septiembre. Poseen un mayor sentir por parte de la población debido a la gran devoción que posee la talla debido a que de esta, recoge el nombre la localidad. Tienen su día central el 14 de septiembre, cuando después de la misa mayor que se celebra en su honor, por la tarde se produce la procesión que parte de la iglesia. Al finalizar la procesión se realiza la denominada subasta de banzos, donde se subastan los brazos de las andas y las ofrendas donadas por la población (albahaca, embutidos, racimos de uva y dulces típicos) Esta subasta se produce al finalizar ambas procesiones
- El día 19 de marzo se celebra San José. Se realizan una serie de festejos a cargo de la Cofradía de San José (de la cual es presidente Don Pedro González González) que finaliza con la tradicional procesión, subasta y posterior convite ofrendado por la Cofradía y en la cual se degusta la tradicional "limonada" (compuesta por vino blanco, azúcar y fruta en almíbar) y los tradicionales pastas típicas de la localidad como los "panderitos".